# Dispensär

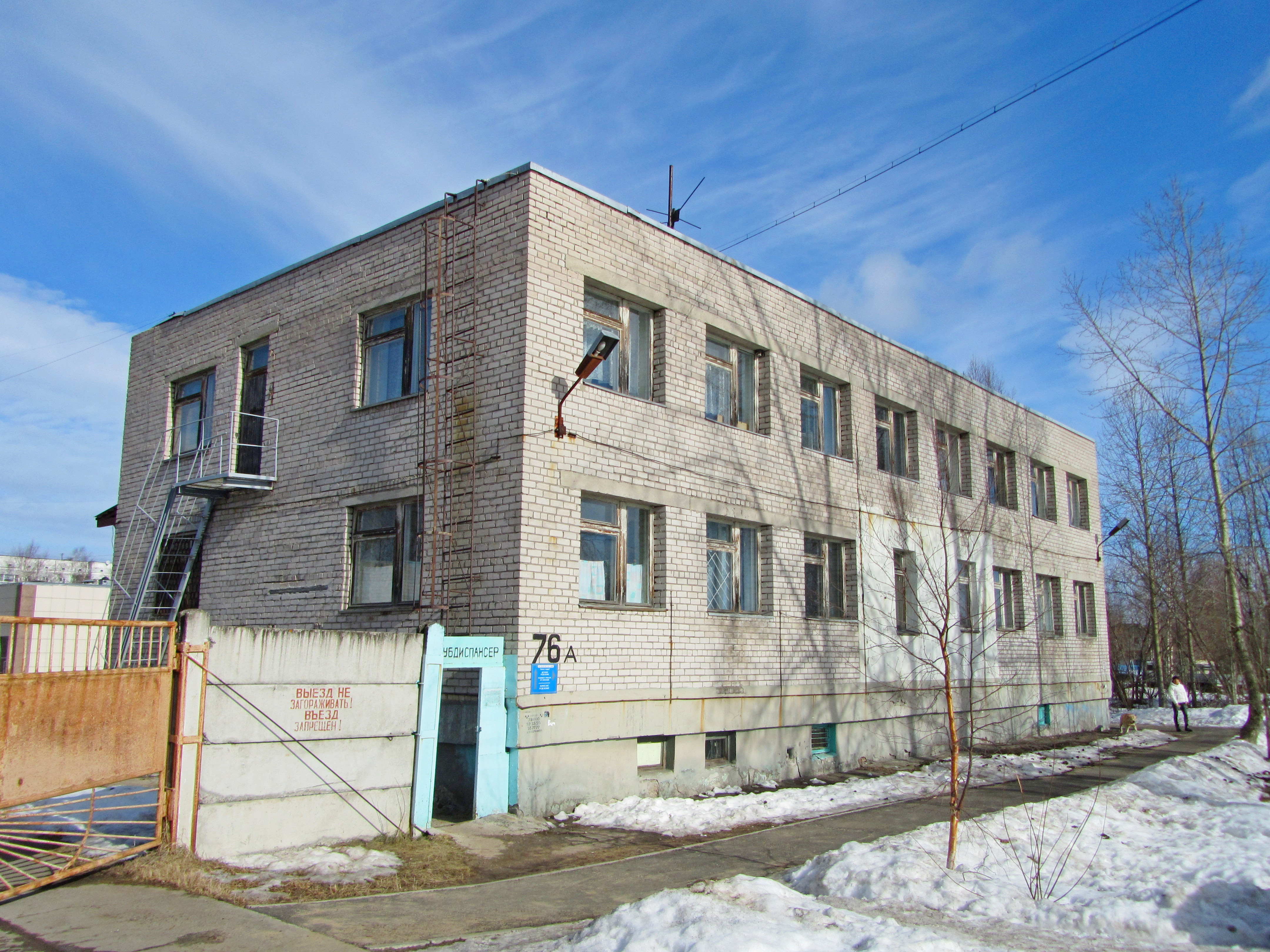
Dispensär

Dispensär var förr en inrättning där läkareråd gavs och läkemedel utdelades gratis åt sådana patienter som ej kunde eller ej behövde vårdas på sjukhus eller vårdanstalt. Dispensärer inrättades i synnerhet för bekämpande av tuberkulos. Dessa utgjorde således ett komplement till anstaltsvården och infördes under 1900-talets första decennier i en rad länder på förslag av Albert Calmette. 
Sveriges första dispensär kom till stånd 1905, då Uppsala läns förening mot tuberkulos inrättade en upplysnings- och understödsverksamhet för lungtuberkulösa i Uppsala. År 1921 fanns i Sverige 181 dispensärer och i mitten av 1900-talet fanns inom varje sjukvårdsområde en centraldispensär med fullständig röntgenutrustning under ledning av specialläkare. Dessutom fanns 479 distriktsdipensärer. Calmettevaccinering genomfördes och efter tuberkulinprov röntgenundersöktes positiva fall. 